# Suite enfantine (Hanniken)
Suite enfantine (Kindersuite), op. 16 is een compositie voor harmonieorkest van de Belgische componist Jos Hanniken. Deze compositie werd in 1952 bekroond met de tweede prijs in een wedstrijd  van de stad Luik in samenwerking met Studio Liège van de Radio-Télévision belge de la Communauté française. Tijdens het Wereld Muziek Concours 1958 in Kerkrade was het een verplicht werk voor harmonieorkesten in de Superieure afdeling.